# Stena Kalamakiou
Stena Kalamakiou este o arie protejată (arie specială de conservare — SAC, sit de importanță comunitară — SCI) din Grecia întinsă pe o suprafață de 462,16 ha, integral pe uscat.

## Localizare
Centrul sitului Stena Kalamakiou este situat la coordonatele 39°39′45″N 22°14′38″E / 39.662518°N 22.243823°E.

## Înființare
Situl Stena Kalamakiou a fost declarat sit de importanță comunitară în aprilie 1997 pentru a proteja 10 specii de animale. Situl a fost protejat și ca arie specială de conservare în martie 2011.

## Biodiversitate
Situată în ecoregiunea mediteraneană, aria protejată conține 5 habitate naturale: Râuri mediteraneene cu debit permanent cu specii de Paspalo-Agrostidion și galerii riverane de Salix și de Populus alba, Sarcopoterium spinosum phryganas, Pante stâncoase calcaroase cu vegetație casmofită, Galerii de Salix alba și de Populus alba, Păduri de Platanus orientalis și Liquidambar orientalis (Platanion orientalis).
La baza desemnării sitului se află mai multe specii protejate:
- mamifere (1): vidră de râu (Lutra lutra)
- pești (5): Barbus sperchiensis, Cobitis vardarensis, Rhodeus meridionalis, Romanogobio elimeius, câră (Sabanejewia balcanica)
- reptile (4): șarpele cu patru dungi (Elaphe quatuorlineata), Testudo graeca, țestoasă bănățeană (Testudo hermanni), Testudo marginata

Pe lângă speciile protejate, pe teritoriul sitului au mai fost identificate 2 specii de amfibieni, 7 specii de mamifere, 1 specie de pești, 8 specii de reptile.